# Badmintonnationalmannschaft der Vereinigten Staaten
Die Badmintonnationalmannschaft der Vereinigten Staaten repräsentiert die USA in internationalen Badmintonwettbewerben. Die Mannschaft tritt als reines Männerteam (Thomas Cup), reines Frauenteam (Uber Cup) oder als gemischte Mannschaft auf.

## Teilnahme an Welt- und Kontinentalmeisterschaften
| Thomas Cup - Thomas Cup 1952 – Finalist | Uber Cup - Uber Cup 1957 – Sieger - Uber Cup 1960 – Sieger - Uber Cup 1963 – Sieger - Uber Cup 1966 – Finalist - Uber Cup 2008 – 9.–12. | Sudirman Cup - Sudirman Cup 1989 – 21. - Sudirman Cup 2001 – 24. - Sudirman Cup 2005 – 20. - Sudirman Cup 2007 – 20. |

## Bekannte Spieler und Spielerinnen
| Herren - David G. Freeman - Kevin Han - Tony Gunawan - Bob Williams - Marten Mendez - Benny Lee | Damen - Ethel Marshall - Eva Lee - Linda French - Pam Bristol Brady |